# Goff (Kansas)
Goff es una ciudad ubicada en el de condado de Nemaha en el estado estadounidense de Kansas. En el año 2010 tenía una población de 126 habitantes y una densidad poblacional de 252 personas por km².

## Geografía
Goff se encuentra ubicada en las coordenadas 39°39′57″N 95°55′54″O / 39.66583, -95.93167 (39.665867, -95.931546).

## Demografía
Según la Oficina del Censo en 2000 los ingresos medios por hogar en la localidad eran de $35,781 y los ingresos medios por familia eran $36,667. Los hombres tenían unos ingresos medios de $27,500 frente a los $18,542 para las mujeres. La renta per cápita para la localidad era de $13,028. Alrededor del 0% de la población estaban por debajo del umbral de pobreza.